# Municipio de Hurricane (Carolina del Norte)
El municipio de Hurricane (en inglés: Hurricane Township) es un municipio ubicado en el  condado de Ashe en el estado estadounidense de Carolina del Norte. En el año 2010 tenía una población de 302 habitantes.

## Geografía
El municipio de Hurricane se encuentra ubicado en las coordenadas 36°33′37.43″N 81°34′11.4″O / 36.5603972, -81.569833.